# Caryophyllia ambrosia
Caryophyllia ambrosia är en korallart. Caryophyllia ambrosia ingår i släktet Caryophyllia och familjen Caryophylliidae.

## Underarter
Arten delas in i följande underarter:
- C. a. ambrosia
- C. a. caribbeana